# Magdalena Kemnitz
Magdalena Kemnitz (Poznań, 13 de marzo de 1985) es una deportista polaca que compitió en remo.
Ganó tres medallas en el Campeonato Mundial de Remo entre los años 2008 y 2012, y tres medallas de plata en el Campeonato Europeo de Remo entre los años 2007 y 2010.
Participó en los Juegos Olímpicos de Atenas 2004, ocupando el sexto lugar en la prueba de doble scull ligero.

## Palmarés internacional
| Campeonato Mundial | Campeonato Mundial          | Campeonato Mundial | Campeonato Mundial  |
| Año                | Lugar                       | Medalla            | Prueba              |
| ------------------ | --------------------------- | ------------------ | ------------------- |
| 2008               | Ottensheim (Austria)        | Medalla de plata   | Cuatro scull ligero |
| 2009               | Poznań (Polonia)            | Medalla de plata   | Doble scull ligero  |
| 2012               | Plovdiv (Bulgaria)          | Medalla de oro     | Cuatro scull ligero |
| Campeonato Europeo |                             |                    |                     |
| Año                | Lugar                       | Medalla            | Prueba              |
| 2007               | Poznań (Polonia)            | Medalla de plata   | Doble scull ligero  |
| 2009               | Brest (Bielorrusia)         | Medalla de plata   | Doble scull ligero  |
| 2010               | Montemor-o-Velho (Portugal) | Medalla de plata   | Doble scull ligero  |